# Vatica rotata
Vatica rotata är en tvåhjärtbladig växtart som beskrevs av Peter Shaw Ashton. Vatica rotata ingår i släktet Vatica och familjen Dipterocarpaceae. Inga underarter finns listade i Catalogue of Life.